# Ангус Ог
Ангус Ог (гэльск. Aongas Òg — «Ангус Младший»; ум. ок. 1318) — правитель Кинтайра и южной части Гебридских островов (с 1299 до примерно 1318 года) из рода Макдональд, один из наиболее последовательных соратников Роберта Брюса в период войны за независимость Шотландии.

## Биография
Ангус Ог был младшим сыном Ангуса Мора, правителя Островов во второй половине XIII века. После смерти своего старшего брата Александра, Ангус унаследовал Кинтайр, Айлей, южную часть Джуры, Колонсей и Оронсей. Он продолжил борьбу своих отца и брата с Макдугаллами за власть на Гебридских островах и западном побережье Шотландии.
Ангус Ог очень рано примкнул к движению Роберта Брюса за независимость Шотландии и изгнание англичан. Уже в 1306 году, когда Брюс был разбит и вынужден скрываться, Ангус Ог предоставил ему убежище в своём замке Дунаверти на крайнем юге Кинтайра. Благодаря Ангусу королю Роберту удалось избежать пленения, когда Дунаверти осадили англичане, а уже в 1307 году Брюс вернулся в Шотландию, чтобы возглавить триумфальный поход по стране. В 1308 году войска Роберта разгромили Макдугаллов в сражении на Брандерском перевале, в следующем году Александр Макдугалл и его сын бежали из Шотландии, а их владения были конфискованы. Крах власти Макдугаллов в Аргайле, давних противников Макдональдов, позволил Ангусу Огу резко увеличить своё влияние и расширить свои владения: большая часть бывших владений Макдугаллов досталась Макдональдам (Лорн, Малл, Колл и Тайри, Арднамурхан и Лохабер). Ангус Ог стал, таким образом, крупнейшим бароном западной Шотландии.
В 1314 году Ангус участвовал в битве при Бэннокберне, в которой шотландцы наголову разбили английские войска, чем обеспечили независимость своей страны. Отряды Ангуса Ога сыграли значительную роль в этой победе. Ангус оставался сторонником короля Роберта до самой своей смерти. В 1317 году он предоставил свои войска для экспедици Брюса в Ирландию, а флот Ангуса участвовал в атаках шотландцев на остров Мэн.
Скончался Ангус Ог около 1318 года. Ему наследовал либо сын Александр, вскоре погибший в Ирландии, либо непосредственно Джон Макдональд, первый лорд Островов. Годы правления Ангуса были решающими для консолидации мощи Макдональдов, позволившей его преемнику Джону I возродить традиции независимости королевства Островов.

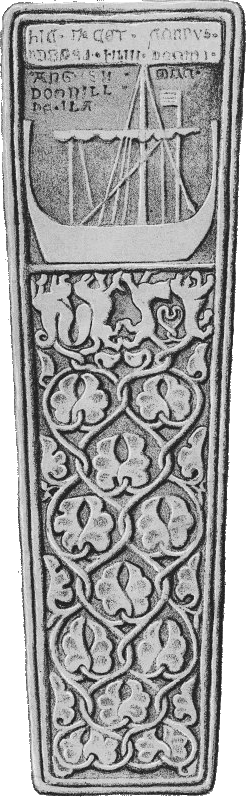
Надгробие Ангуса Ога

## Комментарии
1. ↑  Помимо Макдональдов часть бывших земель Макдугаллов перешла к Кэмпбеллам, в том числе замок Данстаффнидж, а король сохранил за собой Дунаверти и Тарберт.